# Mises Institute
Il Ludwig von Mises Institute for Austrian Economics (acronimo: LvMI; lett. "Istituto Ludwig von Mises per l'economia austriaca"), spesso indicato come Mises Institute, è un think tank senza scopo di lucro con sede ad Auburn, in Alabama, che rappresenta uno dei principali punti di riferimento per la diffusione delle idee della corrente Misesiana-Rothbardiana della scuola austriaca di economia (anche detta tradizione neo-austriaca) e del pensiero politico libertario di destra, con particolare attenzione verso le correnti paleolibertarie e anarcocapitaliste.
L'istituto tratta argomenti di carattere filosofico, economico e inerenti all'economia politica. L'Istituto Mises favorisce la metodologia della prasseologia Misesiana ("logica dell'azione umana"), che ritiene che la scienza economica sia deduttiva piuttosto che empirica. Sviluppata da Ludwig von Mises, seguendo il Methodenstreit di Carl Menger, si oppone alla modellazione matematica e alla verifica delle ipotesi utilizzate per giustificare la conoscenza nell'economia neoclassica. Questo approccio è ritenuto una forma di economia eterodossa e si contrappone alla corrente Hayekiana della scuola austriaca, che fa uso di modelli matematici, sostenuta dagli economisti del Cato Institute e della George Mason University.
A differenza del Cato Institute e della Heritage Foundation, l'istituto si è focalizzato su questioni più marginali, come il sostegno per il ritorno alla parità aurea, l'isolazionismo militare, la difesa della moralità tradizionale e l'opposizione alla moneta a corso legale, alle istituzioni sovranazionali e, a ciò che nell'istituto viene definito, "integrazione forzata" (il Civil Rights Act del 1964). Inoltre, gli accademici affiliati all'Istituto Mises promuovono l'analisi storica della guerra civile americana in favore della secessione confederata.

## Storia
Il Mises Institute fu fondato nel 1982 da Lew Rockwell, che era capo dello staff del deputato repubblicano del Texas Ron Paul; in precedenza Rockwell era stato redattore per la casa editrice conservatrice Arlington House Publishers e aveva lavorato per la John Birch Society e per il Hillsdale College. Rockwell ricevette la benedizione di Margit von Mises, vedova del famoso economista, durante un incontro alla Russian Tea Room di New York, e fu nominata primo presidente del consiglio di amministrazione. Secondo Rockwell, l'istituto doveva promuovere i contributi di Ludwig von Mises, che temeva fosse ignorato dalle istituzioni libertarie finanziate da Charles Koch e David Koch. Come raccontato da Justin Raimondo, Rockwell disse di aver ricevuto una telefonda George Pearson, della Fondazione Koch, che aveva detto che Mises era troppo radicale per dare il nome a un'organizzazione o per promuoverla.
Il vicepresidente accademico del Mises Institute era Murray Rothbard, un influente attivista e scrittore libertario di destra che aveva studiato sotto la guida di Ludwig von Mises; Rothbard era una figura di spicco nello sviluppo dell'anarcocapitalismo ed era stato anche cofondatore del Cato Institute. Ron Paul, il deputato repubblicano del Texas che in seguito si sarebbe candidato alla presidenza degli Stati Uniti, fu nominato consigliere illustre e contribuì alla raccolta dei primi fondi con l'aiuto di un proprietario di un'azienda di legname.
Il giudice John V. Denson ha contribuito all'insediamento del Mises Institute nel campus dell'Università di Auburn. Auburn ospitava già alcuni economisti austriaci, tra cui Roger Garrison. Il Mises Institute è stato affiliato alla Business School dell'Università di Auburn fino al 1998, quando l'istituto ha stabilito un proprio edificio di fronte al campus.
Secondo gli accademici Niklas Olsen e Quinn Slobodian, il Mises Institute si è allineato con quella che Rothbard ha definito la Old Right, con "una difesa del gold standard, dell'isolazionismo militare e della ‘moralità tradizionale’ e un'opposizione alla moneta a corso legale, alle istituzioni sovranazionali e all‘’integrazione forzata'”. Ha fondato la Review of Austrian Economics nel 1986.
Rothbard e Rockwell coniarono il nome di "paleolibertari" per i libertari socialmente di destra come loro. Essi forgiarono una "paleo alleanza" tra paleolibertari e paleoconservatori sotto forma di John Randolph Club nel 1989, che alleava il Mises Institute e il paleoconservatore Rockford Institute. All'inizio degli anni '90, l'economista austriaco Steven Horwitz ha definito il Mises Institute "un pugno fascista in un guanto libertario."
Più in la, le figure del Mises Institute sono state associate a posizioni neoconfederate e l'istituto ha tenuto conferenze sulla secessione, tra cui una nel 1995 a Charleston, nella Carolina del Sud, dove era iniziata la guerra civile americana. Dopo la morte di Rothbard nel 1996, il suo protégé Hans-Hermann Hoppe è diventato una figura anarcocapitalista di spicco dell'istituto ed è noto per i suoi scritti antidemocratici.
In un rapporto del 2000, il Southern Poverty Law Center (SPLC) ha affermato che il Mises Institute ha mostrato "un recente interesse per i temi neoconfederati" e che Rockwell, il fondatore dell'istituto, ha «sostenuto che la Guerra Civile "ha trasformato il regime americano da un sistema federalista basato sulla libertà a uno Stato centralizzato che ha circoscritto la libertà in nome dell'ordine pubblico"».
Kyle Wingfield, in un commento del 2006 sul Wall Street Journal, ha scritto che gli Stati Uniti meridionali erano una "casa naturale" per l'istituto, poiché "la gente del Sud è sempre stata diffidente nei confronti del governo", e l'istituto ha fatto del "cuore del Dixie una fonte di pensiero economico sensato".
Nel 2011, secondo The Economist, l'economia della Scuola Austriaca sostenuta dal Mises Institute aveva "conquistato pochi convertiti mainstream". Ma ha notato la crescente presenza del think tank su Internet e le sue strutture ad Auburn, tra cui un anfiteatro, un conservatorio, uno studio di registrazione e una biblioteca.
Il politologo George Hawley ha descritto il Mises Institute nel 2016 come "l'epicentro intellettuale del movimento libertario radicale negli Stati Uniti". A partire dal 2022, erano stati creati circa 30 Mises Institutes in tutto il mondo; alcuni si erano estinti, ma altri, soprattutto quello brasiliano, avevano guadagnato influenza.

## Missione ed attività
Lo statuto dell'Istituto stabilisce chiaramente come mission la lotta ad ogni forma di statalismo. La sua metodologia si basa sulla prasseologia, ovvero sul metodo esposto da Mises in Human Action. La teoria economica espressa considera dannoso l'intervento statale, sia esso welfare, inflazione o tassazione. L'istituto critica nello stesso modo il comunismo e il cosiddetto sistema americano dell'800.
Con oltre 250 membri e migliaia di donatori da tutto il mondo, il Mises ha sponsorizzato centinaia di conferenze e meeting aventi diversi argomenti, che vanno dalla politica monetaria alla guerra.
La maggioranza dei membri ha spesso espresso molte critiche nei confronti delle scelte governative e delle tendenze economiche che gli Stati Uniti hanno intrapreso negli ultimi decenni. L'Istituto si caratterizza per uno spiccato liberismo, una politica estera non-interventista, un approccio individualista e una difesa del libero mercato, della libertà e della proprietà.
Il sito internet offre una vasta schiera di articoli e libri di grandi economisti austriaci della storia, come lo stesso von Mises, Murray N. Rothbard e Friedrich von Hayek. Il campus attuale dell'Istituto è stato costruito in stile vittoriano nel 1998, mentre prima del 1998 si trovava in un dipartimento della Auburn University.

## Affiliazione accademici e finanziamenti
Il Mises Institute impiega diversi accademici finanziati da Charles Koch. Gli studiosi del Ludwig von Mises hanno ricevuto collettivamente 12,5 milioni di dollari in finanziamenti da parte della Charles Koch Foundation tra il 2005 e il 2016. Nella seguente tabella i dettagli:
| Accademici dell'Istituto Mises                             | Finanziamento della Charles Koch Foundation (CKF) | Tipo di associazione alle imprese private di istruzione |
| ---------------------------------------------------------- | --- | ------------------------------------------------------- |
| Walter Block, Loyola University                            | Sperimentatore principale su sovvenzione di Koch, ha ricevuto 276.000 dollari dalla CKF dal 2008, passando da 24.000 dollari nel 2015 a 48.000 dollari nel 2016. | Membro                                                  |
| Jeffery Herbener, Grove City College                       | Dirige il "programma Koch Fellowship" presso il Center of Vision and Values, ha ricevuto 410.924 dollari dal CKF dal 2006, passando da 48.075 dollari nel 2015 a 56.600 dollari nel 2016. | n/a                                                     |
| Bruce Benson, Texas Tech/Florida State                     | $3,335,883: Responsabile del programma "Markets and Institutions" 2008-2016, ricevuto dalla CKF 65.000 dollari nel 2016 come studioso in visita presso il Free Market Institute del Texas Tech, finanziato dai Koch. | Ex presidente APEE                                      |
| William Boyes, Arizona State University                    | $1,978,377 (2014-2016): Direttore fondatore del Center for Economic Liberty finanziato dalla CKF. | Membro                                                  |
| Peter Calcagno, College of Charleston                      | $343,055 (2008-2016): Amministratore delegato in ripetute sovvenzioni CKF per l'Institute for the Study of Capitalism, da 8.000 dollari nel 2015 a 84.500 dollari nel 2016. | Comitato esecutivo APEE                                 |
| Randall Holcombe, Florida State University                 | Affiliato al programma passato e attuale della FSU, lo Hilton Centre finanziato dai Koch e sperimentatore principale dei fondi CKF per i gruppi libertari studenteschi. | Membro                                                  |
| Alexandre Padilla, Metropolitan State University of Denver | $127.840 (2008-15) PI su sovvenzioni CKF per il progetto Exploring Economic Freedom Project. Facoltà IHS 2012-presente, redattore professionista (2013). | Comitato esecutivo APEE                                 |
| Benjamin Powell, Texas Tech                                | $5,527,800 (2013-16): Direttore del Free Market Institute, da 2.034.500 dollari nel 2015 a 3.368.300 dollari nel 2016. 2015 a 3.368.300 dollari nel 2016. Dottorato di ricerca presso la GMU, Suffolk, collaboratore del Mercatus Center’s Global Prosperity Initiative. | Ex presidente APEE                                      |
| Richard Vedder, Ohio State University                      | Descritto come "direttamente e indirettamente" ricevente finanziamenti da parte della Charles Koch Foundation. | Premiato APEE                                           |
| Christopher Westley, Florida Gulf Coast University         | 2010-2012 Sovvenzione CKF per la promozione dell'economia politica, in un dipartimento che ha ricevuto 230.546 dollari (2008-2015) | Membro, referente per la rivista APEE                   |
| G. P. Manish, Troy University                              | Borsista laureato a Suffolk (2008-2011), affiliato al Johnson Center di Troy, 1.110.960 dollari (2010-2015) | Membro                                                  |
| Gregory Dempster, Hampden-Sydney College                   | Facoltà affiliata al Center for the Study of Political Economy che ha ricevuto $257,100 (2006-2016) | Membro                                                  |
| William Butos, Trinity College                             | In un dipartimento di economia che ha ricevuto 112.753 dollari (2008-2015) | Membro del comitato editoriale                          |
| Edward Stringham, Trinity College                          | In un dipartimento di economia che ha ricevuto 112.753 dollari (2008-2015) | Ex presidente, redattore della rivista                  |
| George Bittlingmayer, University of Kansas                 | Coinvolto nell'assunzione di un professore affiliato ai Koch con uno stipendio di 145.000 dollari all'Università del Kansas. Ha partecipato al ritiro del Mercatus Center per i capi del personale. | n/a                                                     |
| Marshall DeRosa, Florida Atlantic University               | Ha ricevuto almeno 51.000 dollari (2013-2015) dalla CKF alla Florida Atlantic University. University, passando da 8.000 dollari nel 2016 a 32.000 dollari nel 2016. | n/a                                                     |
| Per Bylund, Oklahoma State University                      | 205.500 dollari (2015-2016) - Sperimentatore co-principale e amministratore presso l'Oklahoma State Institute for Study of Free Enterprise (la cui missione comprende lo studio della fallacia psicologica e morale dell'uguaglianza dei redditi e della "giustizia sociale"), tra il 2013 e il 2015. Professore di ricerca presso la Baylor University e il Baugh Center for Entrepreneurship and Free Enterprise (443.263 dollari), borsista IHS (2008-2012).                                                                          | n/a                                                     |
| Robert Murphy, Texas Tech                                  | Assistente alla ricerca 2014-presente presso il Free Market Institute, economista senior presso Institute for Energy Research fondato da Charles Koch [2016:173,380, 2015: $66,404, 2014: $23,628] | n/a                                                     |
| Patrick Newman, Florida Southern College                   | Nel 2017, Patrick Newman è stato assunto presso il Center for Free Enterprise della Florida Southern University, finanziato dai Koch. Ha studiato mpresa presso la Florida Southern University. Il dottorato di Newman è stato conseguito presso il dipartimento di economia della George Mason University, e tra il 2012 e il 2017 ha ricevuto tre borse di studio del Mises Institute, tre borse di studio dell'Institute for Humane Studies e tre borse di studio dell'Institute for Humane Studies e sette borse di studio Mercatus. | n/a                                                     |
| Art Carden                                                 | Secondo il suo curriculum vitae, Art Carden ha "amministrato le sovvenzioni della Charles G. Koch Charitable Foundation 2008-presente" presso il Rhodes College e l'Università di Samford, per un totale di 186.300 dollari. Responsabile del programma a contratto in Economia presso l'Institute for Humane Studies e membro della facoltà ad interim del Ludwig von Mises Institute. Carden collabora spesso alle pubblicazioni del Mises Institute.                                                                                  | n/a                                                     |
| Robert Higgs, Independent Institute                        | Mercatus 2015-16 F.A. Hayek Distinguished Visiting Scholar e analista politico del Mercatus alla Global Prosperity Initiative del Mercatus Center, 2009. | Studioso distinto dell'APEE 1993                        |

Non ci sono contributi diretti della Charles Koch Foundation verso il Mises Institute.

## Pubblicazioni

### Periodici
Dal 2006 l'Istituto pubblica sette periodici. The Free Market, pubblicato mensilmente, analizza la scena economico-politica da un punto di vista liberale classico. Le Austrian Economics Newsletter contengono interviste ad importanti economisti facenti parte del filone della scuola austriaca. The Mises Review analizza i nuovi libri inerenti alle scienzi sociali. The Mises Memo viene utilizzato per pubblicizzare pubblicazioni e conferenza dell'istituto.

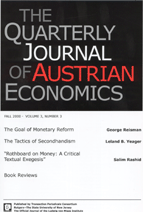
Quarterly Journal of Austrian Economics

Quarterly Journal of Austrian Economics contiene importanti saggi ed articoli inerenti ai soli temi economici, mentre Journal of Libertarian Studies tratta le implicazione e le applicazioni politiche delle teorie austriache.
Insieme ad essi si può trovare Reason Papers, un giornale che appare annualmente. Fu fondato nel 1974 e fu inizialmente edito da Tibor R. Machan.
Oltre a questi periodici ne troviamo altri due, non più pubblicati, che sono The Libertarian Forum e Left and Right: A Journal of Libertarian Thought. Entrambi diretti da Rothbard, il primo uscì tra il 1969 e il 1984 mentre il secondo venne pubblicato dal 1965 al 1968.
Dall'agosto 2006 inoltre viene pubblicato da Jeffrey Tucker Daily Articles, dove si possono trovare saggi e articoli scritti da importanti docenti ed economisti. negli ultimi due anni ha avuto circa 25.000 iscrizioni al suo sito internet.

### Libri
Oltre ai periodici l'istituto ha pubblicato più di 50, tra libri e pamphlet. Ricordiamo i maggiori:
- Human Action, Ludwig von Mises (1949)
- Man, Economy, and State, Murray Rothbard (1962)
- For A New Liberty, Murray Rothbard (1973)
- The Case for Gold, Ron Paul (pubblicato dal Cato Institute nel 1982, è stato ripubblicato dal Mises nel 2007)
- Mises and Austrian Economics, Ron Paul (1984)
- Reassessing the Presidency, John V. Denson (2001)
- The Myth of National Defense, Hans-Hermann Hoppe (2003)

## Programmi di studio e divulgazione
L'Istituto investe in molti programmi tesi ad educare studenti da un punto di vista accademico ed economico.

### Internet
Il test Are You An Austrian? individua il grado di vicinanza rispetto all'economia austriaca e alle sue teorie. Questo quiz contiene domande inerenti al concetto di proprietà privata, al ruolo dello Stato in economia e al valore della moneta.
Il sito web dell'istituto contiene una grande varietà di testi economici e filosofici, ovviamente di "tendenze austriache", liberamente accessibili. A maggio 2008 si stima che il sito abbia circa 3.000 testi, tra i quali 239 libri. Inoltre il sito ha creato una comunità virtuale dove studenti ed economisti di tutto il mondo si incontrano per discutere di teoria, attualità, conferenze, ecc. Nel 2008 il sito registra quasi 3.000 iscritti, oltre 22.000 post scritti e dozzine di blog attivi.
Oltre a tutto ciò esiste anche un importante catalogo dove si possono trovare documenti RSS e video in formato BitTorrent.

### Conferenze
L'Austrian Scholars Conference è un meeting interdisciplinare organizzato dall'Istituto, nel quale l'argomento principale è l'economia, ovviamente da un punto di vista "austriaco". Dura generalmente tre giorni, e spesso presenta papers preparati da economisti austriaci.
La Mises University, creata nel 1986, è una serie di eventi e incontri che avvengono in una settimana d'estate. In media raccoglie ogni anno dai 100 ai 125 studenti, provenienti da tutto il mondo (in media il 30% proviene dall'Europa).
Durante tutto l'anno l'organizzazione ospita e dirige convegni; generalmente le conferenze vengono guidate da un membro dell'Istituto stesso.

### Borse di studio
L'Istituto finanzia e consegna anche borse di studio durante tutto l'anno, tra le quali ricordiamo la Peg Rowley Summer Fellowship e la Kurzweg Fellowship; l'ultima edizione della Kurzeg è stata assegnata a Walter Block, il quale l'ha devoluta in beneficenza per le vittime dell'Uragano Katrina.

## Premi accademici
Per mantenere la sua tradizione di sostegno e riconoscimento, l'Istituto ogni anno consegna dei premi accademici a singoli individui che si sono fatti notare grazie alla difesa dei valori libertarian che guidano il Mises.

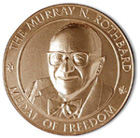
Murray N. Rothbard Medal of Freedom

Tra i premi maggiori troviamo il Gary G. Schlarbaum Prize, che consiste in una donazione di $ 10.000 fatta ad un intellettuale che si è distinto per la difesa di valori liberali, quali libertà, proprietà. Un altro riconoscimento importante è la Murray N. Rothbard Medal of Freedom, dedicata al grande economista statunitense e consegnata annualmente ad un "personaggio libertario" che ha dimostrato grande impegno nella difesa di quei valori; nel 2008 tale premio è andato a Ron Paul. Altri premi sono: Lawrence W. Fertig Prize in Austrian Economics ($ 1.000), O.P. Alford III Prize in Libertarian Scholarship ($ 1.000), The Douglas E. French Prize ($ 2.500), George and Joele Eddy Prize ($ 1.000), Ludwig von Mises Entrepreneurship Award, The Elgin Groseclose Award, The George F. Koether Free-Market Writing Award ($ 2.500) e The Frank T. and Harriet Kurzweg Award ($ 5.000).

## Membri ed amministrazione

### Amministrazione
- Lew Rockwell, Presidente
- Patricia Barnett, Vicepresidente
- Jeffrey Tucker, Vicepresidente editoriale

### Membri storici
- Walter Block
- Thomas DiLorenzo
- Jeffrey Herbener
- Hans-Hermann Hoppe
- Peter G. Klein
- Roderick Long
- Ralph Raico
- Joseph Salerno
- Mark Thornton
- Thomas Woods

### Membri aggiunti
| - William L. Anderson - Paolo Bernardini - Gene Callahan - Richard Ebeling - Roger Garrison - Paul Gottfried - Otto d'Asburgo-Lorena - Steve Hanke - Robert Higgs - Jesús Huerta de Soto | - N. Stephan Kinsella - Israel Kirzner - Donald Livingston - Carlo Lottieri - Wendy McElroy - Robert P. Murphy - Gary North - Lawrence Reed - George Reisman | - Morgan Reynolds - Paul Craig Roberts - Pascal Salin - Matteo Salonia - Chris Sciabarra - Arthur Seldon - Sudha Shenoy - Barry Smith |

### Libri
- (EN) George Hawley, Right-wing critics of American conservatism, University Press of Kansas, 2016, ISBN 978-0-7006-2193-4, OCLC 925410917.
- (EN) Marc Lavoie, Post-Keynesian Economics, Edward Elgar Publishing, 13 maggio 2022, DOI:10.4337/9781839109621, ISBN 978-1-83910-962-1.

### Pubblicazioni
- (PT) Hayek e Mises: Dos dias em Viena às Concepções sobre o Processo de Mercado, in MISES: Interdisciplinary Journal of Philosophy, Law and Economics, vol. 2, n. 2, 1º dicembre 2014, DOI:10.30800/mises.2014.v2.697, ISSN 2318-0811 (WC · ACNP).
- (EN) Niklas Olsen e Quinn Slobodian, Locating Ludwig von Mises: Introduction, in Journal of the History of Ideas, vol. 83, n. 2, aprile 2022, DOI:10.1353/jhi.2022.0012, ISSN 1086-3222 (WC · ACNP), PMID 35603613.